# Cutie Honey (Film)
Cutie Honey ist ein japanischer Film des Regisseurs Hideaki Anno aus dem Jahr 2004, basierend auf den gleichnamigen Manga von Go Nagai. Der Film kam am 29. Mai 2004 in die japanischen Kinos.
Zwei Monate später folgte eine auf dem Film basierende OVA-Serie Re: Cutie Honey. In Nordamerika wurde der Film am 17. April 2007 von Bandai Entertainment direkt auf DVD veröffentlicht. Zuvor war die New Cutie Honey OVA von 1994 die einzige Inkarnation von Cutie Honey, die in den Vereinigten Staaten kommerziell veröffentlicht wurde.

## Handlung
Honey Kisaragi ist eine schüchterne Büroangestellte, die meist zu spät zur Arbeit kommt und kaum Kontakt mit den Kollegen hat. Das ist nur eine Seite der jungen Frau. Tatsächlich ist Honey vor etwa einem Jahr bei einem Autounfall gestorben. Ihr jetziger Körper ist ein mit Nanotechnologie aufgerüsteter Android, den ihr Vater für sie hergestellt hat. Wenn Honey das I-System in Form eines an einem Halsband getragenen rosa Herzens berührt, verwandelt sie sich in eine unbesiegbare Superkämpferin, die in verschiedenen Identitäten auftreten kann. Dabei hat sie immer einen enormen Energieverbrauch. Um sich in »Cutie Honey« verwandeln zu können, muss sie Unmengen von Reisbällchen verspeisen. Honey ist eine Kämpferin für die Liebe, dürstet aber nach Rache für den Tod ihres Vaters, der von der Panther Claw – Bande getötet worden ist. Als ihr Onkel, ein berühmter Wissenschaftler, von Gold Claw entführt wird, geht Honey zum Angriff über.
Allerdings hat sie zwei Probleme. Sie kennt sie das Versteck von Panther Claw nicht und die Polizistin Natsuko Aki, die mit dem Entführungsfall betraut war, jedoch wegen Unfähigkeit suspendiert wurde, folgt ihr auf Schritt und Tritt. Honey rettet Natsuko mehrmals das Leben. Schließlich freunden die beiden sich an. Dritter im Bunde ist der Reporter Seiji Hayami, der in Wahrheit ein Geheimagent ist, Honeys Superkräfte erforschen soll und mehr über das I-System zu wissen scheint als Honey selbst. Sister Jill, das Oberhaupt von Panther Claw, hat ein besonderes Interesse am I-System. Mit den Nanomaschinen könnte sich Sister Jill ewige Schönheit sichern. Zurzeit muss sie zu diesem Zweck Hunderten von jungen Frauen die Lebensenergie aussaugen. Honey wird deshalb in den Jill Tower gelockt, wo sie zahlreiche Schergen Sister Jills besiegen muss.
Während der Kämpfe verliert Honey viel Energie. Natsuko wird gefangen genommen. Immerhin wird Honeys Onkel dafür freigelassen. Honey erklärt sich bereit, mit Sister Jill zu verschmelzen, damit Natsuko verschont wird. Im letzten Moment gelingt es ihr mit Natsukos Hilfe, das I-System zu aktivieren. Als sie dann in einer Vision ihrem toten Vater begegnet, ist Sister Jill so beeindruckt von dem Gefühl der Liebe, das sich auf sie überträgt, dass sie aufgibt und sich auflöst. Somit sind Honey und Natsuko gerettet. Natsuko und Seiji beschließen, eine Privatdetektei zu gründen. Honey darf mitmachen.

## Synchronisation
| Figur                        | Schauspieler (Original) | Deutscher Synchronsprecher |
| ---------------------------- | ----------------------- | -------------------------- |
| Honey Kisaragi / Cutie Honey | Eriko Satō              | Julia Meynen               |
| Seiji Hayami                 | Jun Murakami            | Bernhard Völger            |
| Sister Jill                  | Eisuke Sasai            | Frank-Otto Schenk          |
| Cobalt Claw                  | Shie Kohinata           | Heike Schroetter           |
| Natsuko Aki                  | Mikako Ichikawa         | Tanya Kahana               |
| Gold Claw                    | Hairi Katagiri          | Barbara Ratthey            |

## Rezeption
- Lexikon des internationalen Films: Realverfilmung eines Mangas aus den 1970er-Jahren, die mit überzeugenden CGI-Effekten amerikanischen Vorbildern folgt. Die überdrehte Geschichte voller schräger Gestalten kopiert den Stil japanischer Comic-Vorlagen, wozu auch der schulmädchenhafte Sex-Appeal der Hauptdarstellerin gehört.[5]